# Тлапанекский язык
Тлапанекский язык (Me’phaa) — один из индейских языков Мексики, относится к ото-мангским языкам. Число носителей — около 75 тыс. человек (возможно больше, вплоть до 100 тыс. чел), проживающих в штатах Герреро и Морелос. Сами тлапанек называют свой язык Me’phaa.
Долгое время тлапанекский рассматривался как неклассифицированный. Позже была обнаружена связь с языком субтиаба. Ранние исследования также отнесли тлапанекский язык к гипотетической хоканской семье языков. Более поздние анализы определённо позволяют сейчас отнести этот язык к ото-мангской семье, также, как и мёртвый язык субтиаба, на котором говорили на западе Никарагуа.

## Диалекты
Ethnologue выделяет 4 основных диалекта: акатепекский, асоюнский, малинальтепекский и тлакоапанский. Другие источники, например Национальный институт индейских языков (INALI) выделяют 9 различных диалектов.

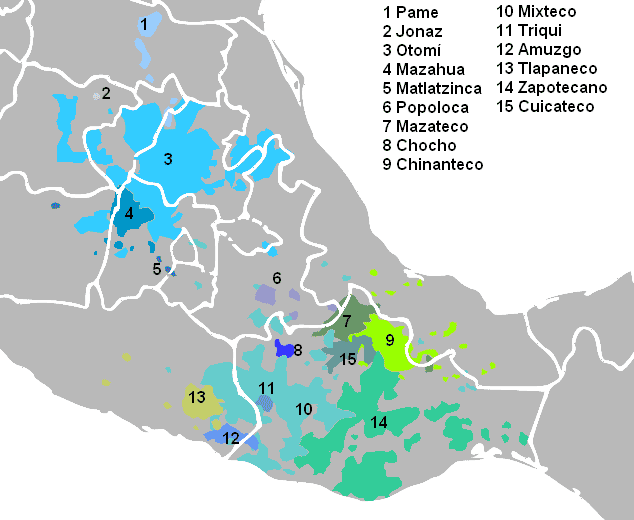
Распространение тлапантекских (13) и других ото-мангских языков

Как и все ото-мангские языки, тлапанекский является тональным языком, где тона играют смыслоразличительную роль.
- Акатепекский диалект (Acatepec Tlapanec, Acatepec Me’phaa, Me Me’pa, Me’pa Wí’ìn, Me’phaa, Tlapaneco de Acatepec, Tlapaneco del suroeste, Western Tlapanec) распространён в штате Герреро, южнее муниципалитета Тлапа-де-Комонфорт: в городах Нансинтла, Платанийо, эль-Тохоруко муниципалитета Кечультенанго; в городах Кахитепек, Сокитлан, Тоналапа, Уицапула муниципалитета Атлистак; в городах Сапотитлан-Таблас, Уистласала, Эскалерия-Лагунас муниципалитета Сапотитлан; в городах План-де-Гатика, Эль-Камлоте, Эль-Сальто муниципалитета Аютла; в городах Акатепек, Апецука, Барранка-Побре, Йано-Гранде, Кахитепек, Мескальтепек, Трес-Крусес, Хилотлансинго, Эль-Фуэреньо, Эскалерия-Сапата муниципалитета Акатепек.
- Асоюнский диалект (Azoyú Me’phaa, Azoyú Tlapanec, Me’phaa, Mè’phàà, Tlapaneco de Azoyú, Tlapaneco del Sur) распространён в штате Герреро, западнее муниципалитета Омотепек: в городах Макауйте, Масмади, Сапотитлан-де-ла-Фуэнте, Тоснене муниципалитета Асою.
- Малинальтепекский диалект (Malinaltepec Tlapanec, Malinaltepec Me’phaa, Me’phaa, Tlapaneco, Tlapaneco central bajo, Tlapaneco de Malinaltepec) распространён на востоке штата Герреро, южнее муниципалитета Тлапа-де-Комонфорт: в городе Сан-Мартин-де-Ховеро муниципалитета Акапулько; в городах Лас-Пилас, Сан-Педро-Акатлан, Санта-Мария-Тоная муниципалитета Тлапа; в городах Сан-Хуан-Пуэрто-Монтанья, Франсиско-эль-Мадеро, Хуанакатлан муниципалитета Метлатонок; в городах Сан-Исидро-Лабрадор, Силакайотитлан, Уэуэтепек муниципалитета Атламахальсинго-дель-Монте; в городах Паскала-дель-Оро, Пуэбло-Идальго муниципалитета Сан-Луис-Акатлан; в городах Альчипауак, Асеррадеро, Йиатенко, Крустомауак, Сан-Хосе-Виста-Эрмоса муниципалитета Йиатенко; в городах Коломбия-де-Гваделупе, Малинальтепек, Мойотепек, Охо-де-Агуа, Парахе-Монтеро, Тьерра-Колорада, Эль-Ринкон, Эль-Техокоте муниципалитета Малинальтепек.
- Тлакоапанский диалект (Me’phaa, Me’phaa de Tlacoapa, Mi’phaa, Tlacoapa Me’phaa, Tlacoapa Tlapanec, Tlapaneco, Tlapaneco de Tlacoapa, Tlapaneco del centro) распространён на востоке штата Герреро, в округе Тлакоапа, юго-западнее муниципалитета Тлапа-де-Комонфорт: в городах Лагуна-Сека, Сабана, Тенамасапа, Тлакоапа, Тлакотепек, Тотомистлауака муниципалитета Тлакоапа.

## Письменность
Алфавит малинальтепекского диалекта: A a, B b, Ch ch, D d, Dx dx, E e, F f, G g, I i, J j, K k, Kh kh, L l, M m, N n, Ñ ñ, Ŋ ŋ, O o, P p, Ph ph, R r, S s, T t, Th th, U u, W w, X x, Y y. '.